# Benjamin Rosenbaum
Benjamin Rosenbaum (* 23. August 1969 in Long Island, New York) ist ein US-amerikanischer Science-Fiction- und Fantasy-Schriftsteller. Im Nebenberuf ist er Programmierer. Seine Werke waren mehrfach für den Hugo, den Nebula, den Sturgeon Award, den BSFA und den World Fantasy Award nominiert.

## Biografie
In Long Island geboren, wuchs er in Arlington auf. An der Brown University graduierte er in Informatik und Religionswissenschaften. In der Vergangenheit entwickelte er Software für die National Science Foundation, die Gemeinde von Washington, D.C. und er war einer der Gründer von Digital Addiction, einem Spielentwickler, der 1996 das Online-Spiel Sanctum entwickelte.
Seine erste professionelle Story erschien 2001. Sie wurde in The Magazine of Fantasy & Science Fiction, Asimov’s Science Fiction, Harper's, Nature, and McSweeney's Quarterly Concern abgedruckt. Ebenso wurde es auf den Internetportalen Strange Horizons und Infinite Matrix veröffentlicht. The Ant King and Other Stories, eine Sammlung von Rosenbaums Kurzgeschichten erschien bei Small Beer Press.
Der erste Roman Die Auflösung wurde gar nicht auf Englisch, sondern im Mai 2018 auf Deutsch beim Piper Verlag verlegt.
Eine ganze Zeit lebte Rosenbaum in mit seiner Frau Esther und seinen Kindern Aviva und Noah in Washington D. C. Aktuell leben sie in der Nähe von Basel.

## Werke (Auswahl)
- True Names, 2008, mit Cory Doctorow, nominiert für einen Hugo – (Kostenloser Download)
- Anthroptic, 2007, mit Ethan Ham
- A Siege of Cranes, 2006, nominiert für den World Fantasy Award – (Kostenloser Download)
- Embracing-the-New, 2004, nominiert für den Nebula – (Kostenloser Download)
- Biographical Notes to 'A Discourse on the Nature of Causality, with Air-Planes', by Benjamin Rosenbaum, 2004, nominiert für einen Hugo – (Kostenloser Download)
- Start the Clock, 2004, nominiert für einen Sturgeon Award – (Kostenloser Download)
- The House Beyond Your Sky, 2006, nominiert für den BSFA Award und den Hugo – (Kostenloser Download)

Alle oben gelisteten Werke unterliegen der Creative-Commons-Lizenz. Die letzten drei erlauben sogar eine Modifikation/Veränderung.